# Bratina
 Bratina  falu Horvátországban Zágráb megyében. Közigazgatásilag Pisarovinához tartozik.

## Fekvése
Zágráb központjától 24 km-re délnyugatra, községközpontjától 5 km-re északnyugatra a Vukomerići dombok és a Draganići erdő határán található.

## Története
A település neve 1598-ban tűnik fel „Bratinna”, „Bratynyna”, „Bratinyina”, illetve „Brhtinnya” alakban. 1783-ban az első katonai felmérés térképén „Dorf Brattinia” néven szerepel. A falunak 1857-ben 898, 1910-ben 1187 lakosa volt. Trianon előtt Zágráb vármegye Pisarovinai járásához tartozott. 2001-ben a falunak 691 lakosa volt.

## Lakosság
| Lakosság változása | Lakosság változása | Lakosság változása | Lakosság változása | Lakosság változása | Lakosság változása | Lakosság változása | Lakosság változása | Lakosság változása | Lakosság változása | Lakosság változása | Lakosság változása | Lakosság változása | Lakosság változása | Lakosság változása |
| ------------------ | ------------------ | ------------------ | ------------------ | ------------------ | ------------------ | ------------------ | ------------------ | ------------------ | ------------------ | ------------------ | ------------------ | ------------------ | ------------------ | ------------------ |
| 1857               | 1869               | 1880               | 1890               | 1900               | 1910               | 1921               | 1931               | 1948               | 1953               | 1961               | 1971               | 1981               | 1991               | 2001               |
| 898                | 1027               | 1028               | 995                | 1184               | 1187               | 1123               | 1221               | 1020               | 1000               | 964                | 898                | 856                | 737                | 691                |

## Nevezetességei
"Bratinečko Srce" elnevezésű kulturális művészeti egyesületét 2007-ben alapították, ma 70 tagot számlál. Az egyesületnek tamburazenekara, népművészeti együttese van. Elődje a "Sloga" kulturális egyesület 1935-ben alakult.

## Külső hivatkozások
- Pisarovina község hivatalos oldala
- Az első katonai felmérés térképe (1763-1787)